# سینمای نو
سینمای نو عنوان هفته‌نامه‌ای بود که زیر نظر بنیاد سینمایی فارابی منتشر می‌شد.